# Cavalier D'Arpino
Giuseppe Cesari  (c. 1568 — 1640) foi um pintor Maneirismo italiano, também chamado Il Giuseppino ou Cavalièr d'Arpino (porque tinha criado o Cavaliere di Cristo para o Papa Clemente VIII. Trabalhou também em Roma para o Papa Sisto V. 
Giuseppe nasceu em Roma. Foi aluno de Niccolò Pomarancio. Era um homem de personalidade forte e foi da pobreza à riqueza devido a sua arte. Seu irmão, Bernardino Cesari, o ajudou em muitos de seus trabalhos. Cesari tornou-se membro da Accademia di San Luca em 1585. 
Pier Francesco Mola (1612-66) trabalhou em seu estúdio, além de Francesco Allegrini da Gubbio, Guido Ubaldo Abatini, Vincenzo Manenti e Bernardino Parasole. 
Seu mais notável aluno foi Caravaggio, que foi empregado em seu estúdio na pintura de flores e frutas. 